# Gobierno conservador de los 30 años
Na historiografia guatemalteca, o gobierno conservador de los 30 años corresponde ao período em que o capitão-general Rafael Carrera governou a Guatemala, juntamente com membros do clã Aycinena. Os crioulos do Partido Liberal o acusaram de ser um militar analfabeto e dizia-se que ele assinava com o nome «Racaraca», nome pelo qual passaria a ser conhecido pelos guatemaltecos após a Reforma Liberal em 1871. Para os crioulos conservadores, Carrera era mais conhecido como «Caudillo Adorado de los Pueblos». Foi um estrategista militar, que venceu El Salvador e Honduras na Batalha de La Arada. O regime dos trinta anos foi condicionado pela Guerra de Secessão dos Estados Unidos, a expansão da Inglaterra na América Central, particularmente em Belize, Roatán, em Honduras, e no Reino de Mosquitia na Nicarágua, a ocupação militar do México pelos Estados Unidos que resultou na incorporação a este país de cerca de 900.000 km² de território mexicano, a "febre do ouro" na Califórnia, a declaração da Nicarágua como um Estado dos Estados Unidos (escravista e anglófono) governado por William Walker, e que desencadearia a guerra contra os flibusteiros. Em 21 de março de 1847 assinou um decreto proclamando a Guatemala como uma República soberana e independente, separando-a definitivamente do Estado federado centro-americano, o que fez se autodenominar de «fundador de la Nueva República». Com esta medida a Guatemala conseguiu iniciar suas ações como um Estado soberano e estabelecer relações com as potências europeias. Carrera foi nomeado presidente vitalício em 1854 e governou a Guatemala até a sua morte, ocorrida numa Sexta Feira Santa em 14 de abril de 1865 depois de ser envenenado durante suas férias em  Escuintla.
O período continuaria por mais seis anos, liderado pelo marechal Vicente Cerna y Cerna, até que ser derrubado pela Revolução Liberal em 30 de junho de 1871.